# Linje 123
Linje 123 er en dansk buslinje, der forbinder Roskilde Station og Glostrup Station. Linjen er en del af Movias busnet, og betjener blandt andet Roskilde, Trekroner, Hedehusene, Høje-Taastrup, Taastrup, Albertslund og Glostrup. Linjen er udliciteret til Nobina, der driver den fra sit garageanlæg på Industrivej i Roskilde. I 2023 havde den 1,9 mio. passagerer.

## Fakta
- Rute
  - Roskilde St. - Stationscentret - Jernbanegade - Københavnsvej - Hovedgaden - Hedehusene St. - Hovedgaden - Roskildevej - Hallands Boulevard - Høje Taastrup St. - Bornholms Allé - Høje Taastrup Vej - Vesterparken - Taastrup St. - Taastrup Hovedgade - Roskildevej - Hovedvejen - Banegårdspladsen[1]
- Stoppesteder
  - Roskilde St. - Ro’s Torv - Hedevænget - Hedeboparken - Roskilde Postcenter - Navervej - Undervisningscenter - Marbjergvej - Lykkegårdsvej - Hedelandsvej - Rockwools Kontor - Rockwools Fabrik - Hedelykken - Brandhøjgårdsvej - Hedehusene St. - Hedehusene Skole - Storager - Topager - Baldersbuen - Høje Taastrup Gade - Gregersensvej - Hallandsparken - Høje Taastrup St. - City 2 - Kuldyssen - Espens Vænge - Gasværksvej - Fredensvej - Taastrup St. - Taastrup Nykirke - Klovtoftekrydset - Store Vejleå - Vridsløsestræde - Vridsløsevej - Herstedlund Skole - Albertslundvej - Rønne Alle - Roholmsvej - Herstedøstervej - Sportsvej - Nordre Ringvej - Skolevej - Glostrup St.[1]
- Vigtig knudepunkter
  - Roskilde St., Hedehusene St., Høje Taastrup St., Taastrup., Glostrup St.